# Паравані (річка)
Паравані (груз. ფარავანი) — річка на півдні Грузії у мгаре Самцхе-Джавахеті, права притока Мткварі.

## Географія
Паравані бере початок в найбільшому озері Грузії — Паравані, впадає біля села Хертвісі у Мткварі. Річка протікає через мальовничий каньйон. Довжина річки 81 км, площа басейну 2352 км.
На річці у жовтні 2014 році збудовано ГЕС Паравані. Потужність ГЕС складає 87 МВт.

## Фауна
У річці водиться пструг, кавказький головень, сріблястий карась, храмуля (лат. Varicorhinus), бистрянка, марена, слиж, пічкур.

## Світлини

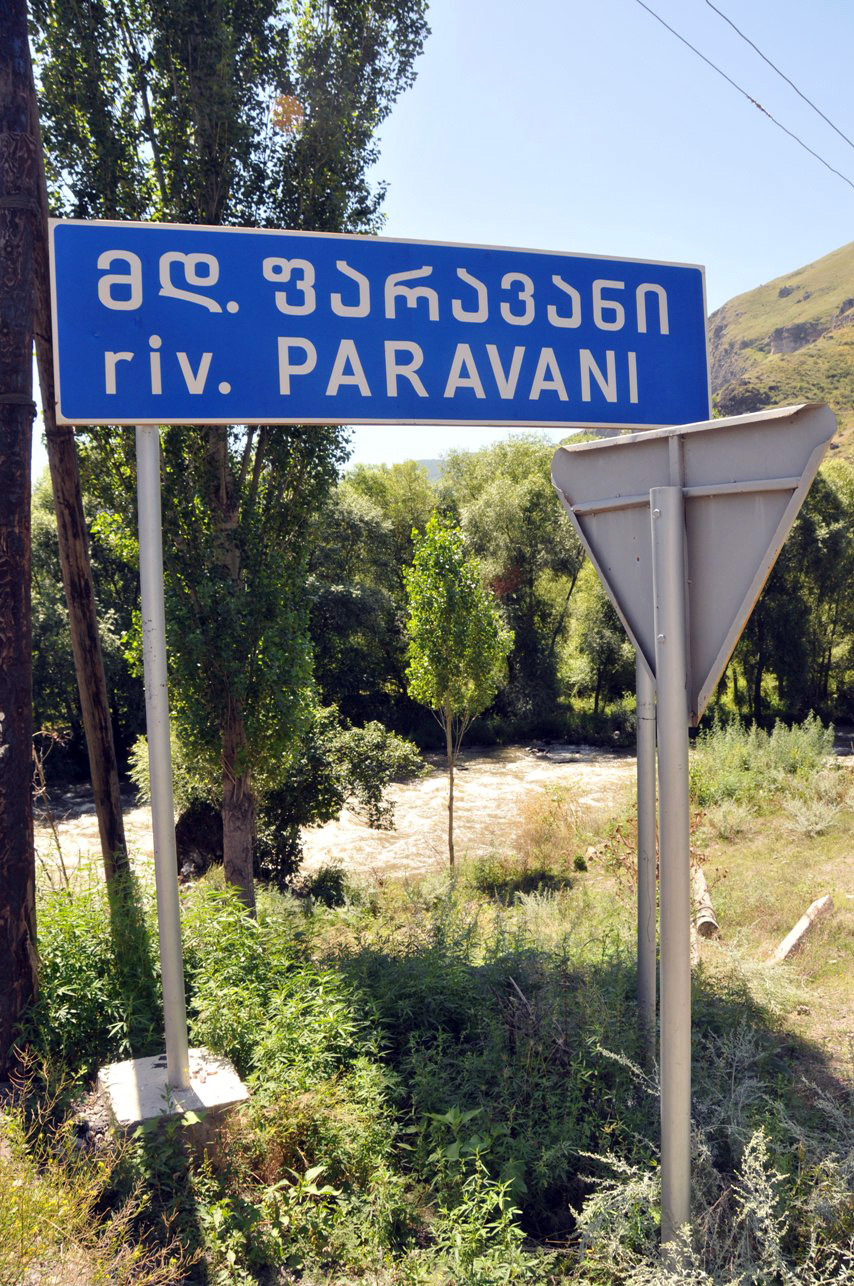
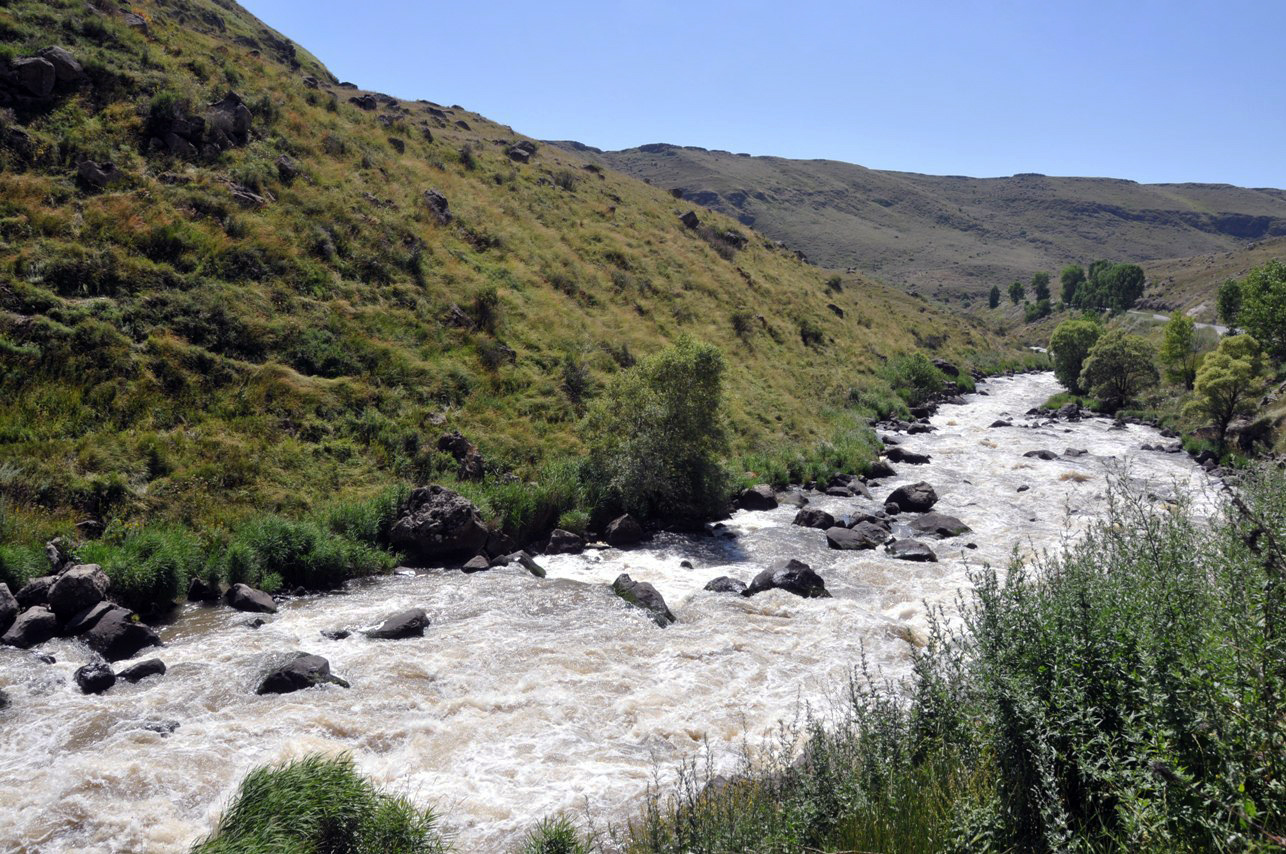
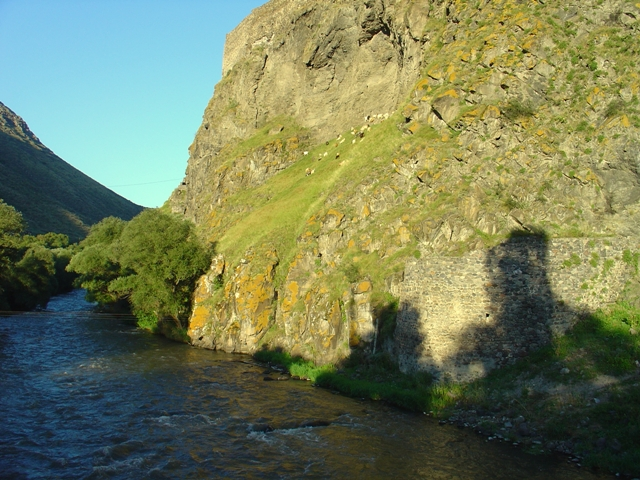
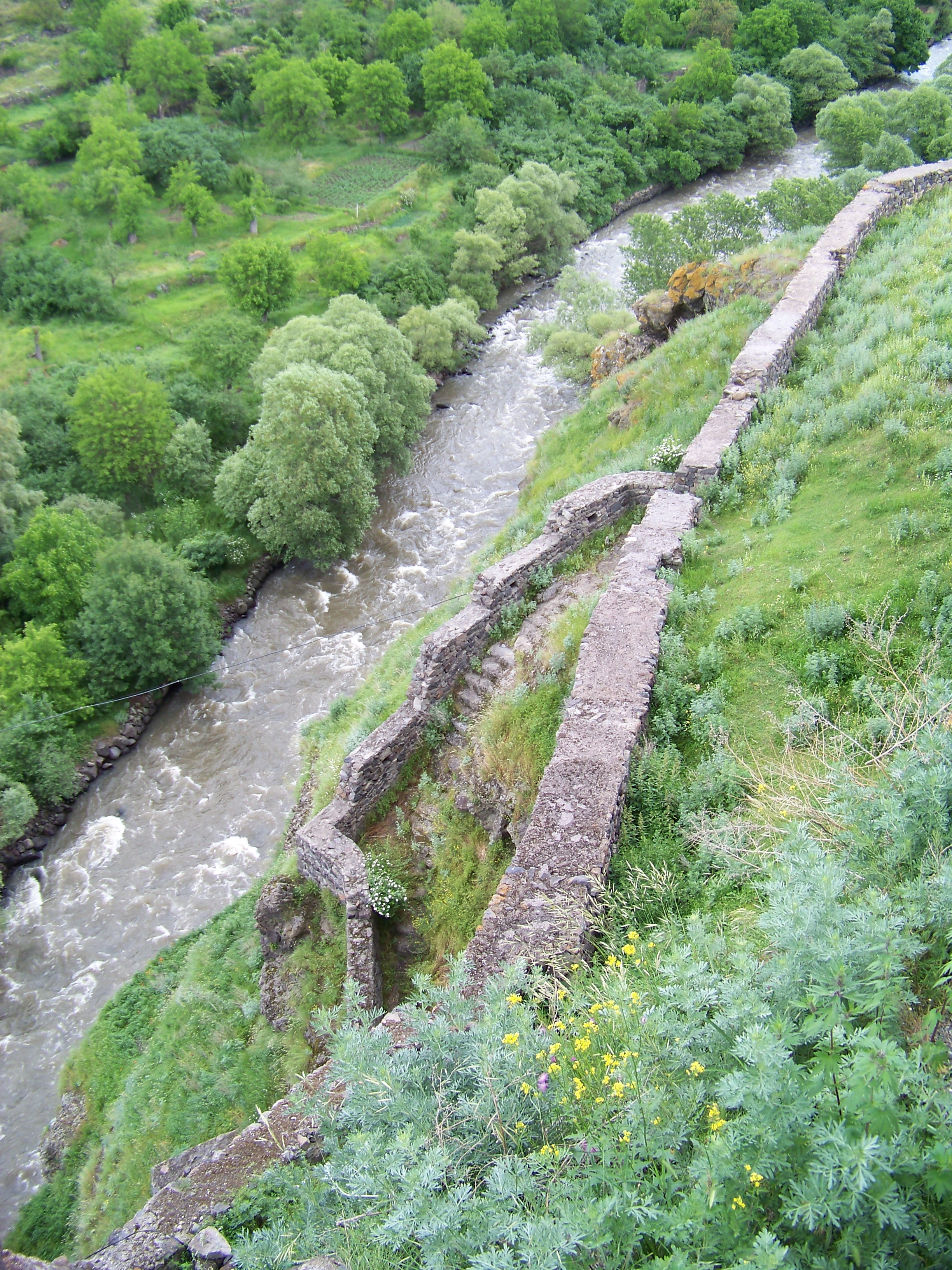